# Capo Verde ai Giochi della XXIX Olimpiade
Capo Verde ha partecipato ai Giochi della XXIX Olimpiade a Pechino, in Cina.

## Atletica leggera

### Maschile
Eventi di corsa e prova su strada
| Atleta      | Evento   | Batteria | Batteria  | Semifinale | Semifinale | Finale  | Finale    |
| Atleta      | Evento   | Tempo    | Posizione | Tempo      | Posizione  | Tempo   | Posizione |
| ----------- | -------- | -------- | --------- | ---------- | ---------- | ------- | --------- |
| Nelson Cruz | Maratona |          |           |            |            | 2:23:47 | 48°       |

### Femminile
Eventi di corsa e prove su strada
| Atleta        | Evento | Batteria | Batteria  | Semifinale | Semifinale | Finale     | Finale     |
| Atleta        | Evento | Tempo    | Posizione | Tipo       | Posizione  | Tempo      | Posizione  |
| ------------- | ------ | -------- | --------- | ---------- | ---------- | ---------- | ---------- |
| Lenira Santos | 200 m  | DNS      |           | non avanzò | non avanzò | non avanzò | non avanzò |

### Ginnastica ritmica
Femminile
| Atleta         | Evento               | Qualificazioni | Finale     | Finale     | Finale     | Finale     | Finale     | Finale     |
| Atleta         | Evento               | Totale         | Cerchio    | Palla      | Clavi      | Nastro     | Totale     | Classifica |
| -------------- | -------------------- | -------------- | ---------- | ---------- | ---------- | ---------- | ---------- | ---------- |
| Wania Monteiro | Concorso individuale | 49.050 Punti   | Non avanzò | Non avanzò | Non avanzò | Non avanzò | Non avanzò | 24°        |